# 希臘—羅馬世界

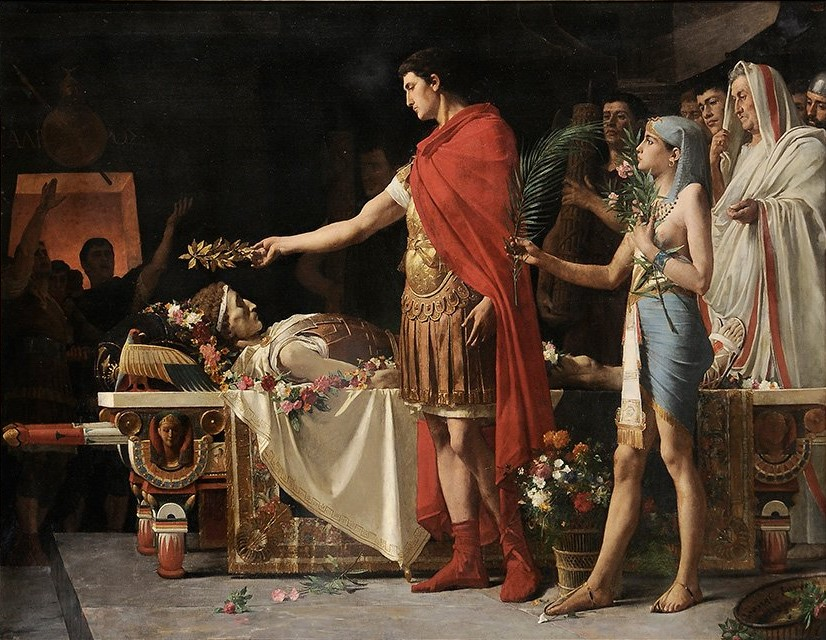
羅馬帝國開國皇帝奧古斯都參訪希臘馬其頓帝國國王亞歷山大大帝的陵墓，由畫家塞萊昂內爾·羅耶於1878年所繪

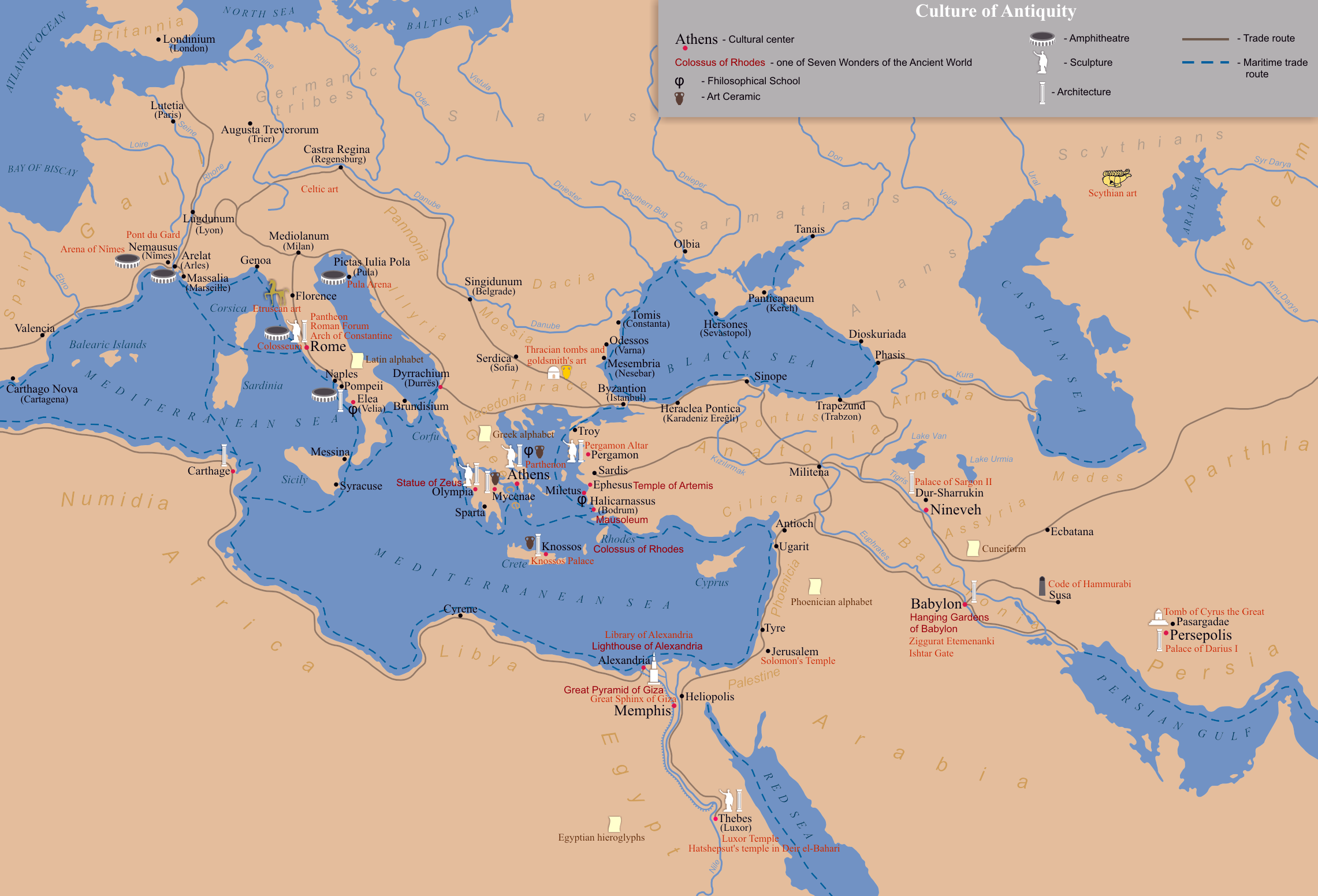
以古希臘為中心的地圖

希臘-羅馬世界（又稱希臘-羅馬文化）是指在語言、文化、政府、宗教上受到古希臘和古羅馬強烈影響的地理區域。這一範圍近乎等同於地中海世界。這一區域的形成緣於希臘語在東地中海地區被作為文化和商業的通用語，而拉丁語則作為公共行政語言通用於地中海地區（特別是西地中海）。古希臘羅馬神話與其哲學、政治理論並列為希臘-羅馬世界對古代西方社會最大貢獻之一。